# Aoki Takuya
Aoki Takuya (青木 拓矢 Aoki Takuya, sinh ngày 16 tháng 9 năm 1989 ở Takasaki, Gunma) là một cầu thủ bóng đá người Nhật Bản. Anh thi đấu cho Urawa Red Diamonds.

## Thống kê sự nghiệp

### Câu lạc bộ
Cập nhật đến ngày 23 tháng 2 năm 2018.
| Câu lạc bộ         | Mùa giải | Giải vô địch | Giải vô địch | Cúp Hoàng đế Nhật Bản | Cúp Hoàng đế Nhật Bản | J. League Cup | J. League Cup | AFC     | AFC       | Khác1   | Khác1     | Tổng    | Tổng      |
| Câu lạc bộ         | Mùa giải | Số trận      | Bàn thắng    | Số trận               | Bàn thắng             | Số trận       | Bàn thắng     | Số trận | Bàn thắng | Số trận | Bàn thắng | Số trận | Bàn thắng |
| ------------------ | -------- | ------------ | ------------ | --------------------- | --------------------- | ------------- | ------------- | ------- | --------- | ------- | --------- | ------- | --------- |
| Omiya Ardija       | 2008     | 1            | 0            | 0                     | 0                     | 1             | 0             | –       | –         | –       | –         | 2       | 0         |
| Omiya Ardija       | 2009     | 4            | 0            | 1                     | 0                     | 1             | 0             | –       | –         | –       | –         | 6       | 0         |
| Omiya Ardija       | 2010     | 26           | 0            | 2                     | 0                     | 6             | 0             | –       | –         | –       | –         | 34      | 0         |
| Omiya Ardija       | 2011     | 34           | 3            | 1                     | 0                     | 1             | 0             | –       | –         | –       | –         | 36      | 3         |
| Omiya Ardija       | 2012     | 34           | 4            | 4                     | 0                     | 4             | 1             | –       | –         | –       | –         | 42      | 5         |
| Omiya Ardija       | 2013     | 28           | 4            | 2                     | 0                     | 6             | 0             | –       | –         | –       | –         | 36      | 4         |
| Urawa Red Diamonds | 2014     | 21           | 0            | 2                     | 0                     | 4             | 1             | –       | –         | –       | –         | 27      | 1         |
| Urawa Red Diamonds | 2015     | 22           | 1            | 4                     | 0                     | 2             | 0             | 4       | 0         | 1       | 0         | 33      | 1         |
| Urawa Red Diamonds | 2016     | 24           | 0            | 1                     | 1                     | 4             | 0             | 6       | 0         | 2       | 0         | 37      | 1         |
| Urawa Red Diamonds | 2017     | 21           | 0            | 3                     | 0                     | 1             | 0             | 13      | 0         | 3       | 0         | 41      | 0         |
| Tổng               | Tổng     | 205          | 12           | 20                    | 1                     | 30            | 2             | 23      | 0         | 6       | 0         | 284     | 15        |

1Bao gồm Siêu cúp Nhật Bản, J. League Championship, Giải bóng đá Cúp câu lạc bộ thế giới.

## Danh hiệu

### Câu lạc bộ
Urawa Red Diamonds
- Giải vô địch bóng đá các câu lạc bộ châu Á: 2017
- J.League Cup: 2016